# 伐由盗龙属
伐由盗龙属（学名：Vayuraptor）又意译为风盗龙或风神盗龙，是一属基础虚骨龙类兽脚亚目恐龙，于早白垩纪时期存在于今天的泰国，得名于印度神话主神伐由。该属只含有一个单一的物种，农磨兰普伐由盗龙（V. nongbualamphuensis），化石发现於萨卡组。